# Spæd mælkeurt
Spæd mælkeurt (Polygala serpyllifolia) er en lille (5 - 15 cm høj) flerårig urt. Arten er knyttet til de oceaniske dele af Europa samt til Mellemeuropa. Spæd mælkeurt forekommer i fugtige, sure, næringsfattige habitater som hedekær.

## Beskrivelse
Spæd mælkurts nedre blade er modsatte, mens de øverste er spredte. Blomsterstanden kan være grenet og har sædvanligvis 5 - 10 blå blomster. Blomsterne er ensymmestriske med to forstørrede bægerblade, som har 3-5 strenge. Frugten er en kapsel med smal vingekant.

## Eksterne links
- Flora Europaea: Polygala serpyllifolia
- Fugle og natur
- plant-identification.co.uk/ Arkiveret 3. maj 2017 hos  Wayback Machine
- Ecology of life

| Botanik | Spire Denne botanikartikel er en spire som bør udbygges. Du er velkommen til at hjælpe Wikipedia ved at udvide den. |